# مشاريع الرياض الكبرى
مشاريع الرياض الكبرى، تشهد العاصمة السعودية الرياض تحولًا جذريًا عبر سلسلة من المشاريع الضخمة التي تهدف إلى جعلها واحدة من أكثر المدن تقدمًا وحيوية في العالم. تأتي هذه المشاريع ضمن إطار رؤية المملكة 2030، التي تسعى إلى تنويع الاقتصاد وتحسين جودة الحياة وتعزيز مكانة المملكة على الخريطة العالمية. تُعتبر مشاريع الرياض الكبرى نقلة نوعية في تاريخ المدينة، حيث تجمع بين التطور الحضري والاستدامة والابتكار.

## أهم مشاريع الرياض الكبرى
مشاريع الرياض الكبرى ليست مجرد خطط تنموية، بل هي رؤية شاملة لتحويل العاصمة السعودية إلى نموذج عالمي للتطور الحضري والاقتصادي. من خلال هذه المشاريع، تُظهر المملكة التزامها بتحقيق مستقبل مشرق لأبنائها وترسيخ مكانتها كقوة اقتصادية وثقافية على مستوى العالم.

### مشروع القدية

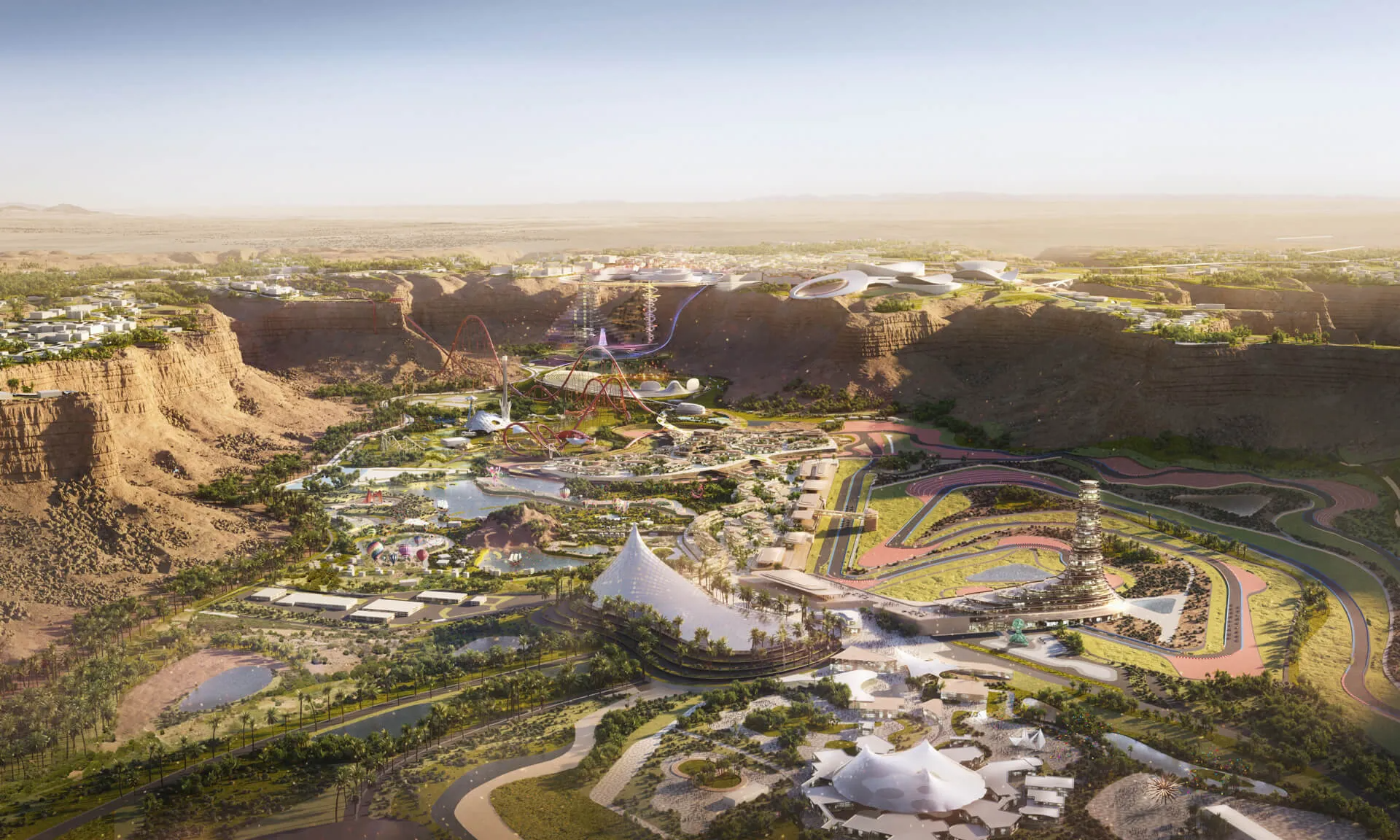
رسم توضيحي للقدية

مشروع القدية هو أحد المشاريع التنموية العملاقة التي أطلقتها المملكة العربية السعودية ضمن رؤية 2030، ويهدف إلى إنشاء أكبر مدينة ترفيهية ورياضية وثقافية في العالم. يقع المشروع على بعد 40 كيلومترًا غرب العاصمة الرياض، وتغطي مساحته حوالي 334 كيلومترًا مربعًا. يُعد القدية وجهة سياحية عالمية تسعى إلى تحسين جودة الحياة للسكان والمقيمين، وجذب السياح من جميع أنحاء العالم.
- الموقع: جنوب غرب الرياض.
- أهداف المشروع:[5][6]

- تعزيز الاقتصاد الوطني: دعم الاقتصاد المحلي من خلال توفير فرص استثمارية كبيرة وزيادة مساهمة قطاع السياحة والترفيه في الناتج المحلي الإجمالي.
- خلق فرص عمل: توفير آلاف الوظائف للمواطنين في مجالات السياحة، الضيافة، والترفيه.
- جذب السياحة العالمية: جعل القدية وجهة سياحية عالمية تجذب الزوار من مختلف الدول.
- تحسين جودة الحياة: تقديم خيارات ترفيهية ورياضية جديدة تعزز من نمط الحياة الصحي والممتع للسكان.

- الميزات:

- مدينة ملاهي ضخمة.
- استادات رياضية.
- فنادق ومنتجعات فاخرة.
- مراكز ثقافية وترفيهية.

- الأثر الاقتصادي: يُتوقع أن يسهم المشروع في خلق آلاف الوظائف وجذب ملايين الزوار سنويًا.

### قطار الرياض

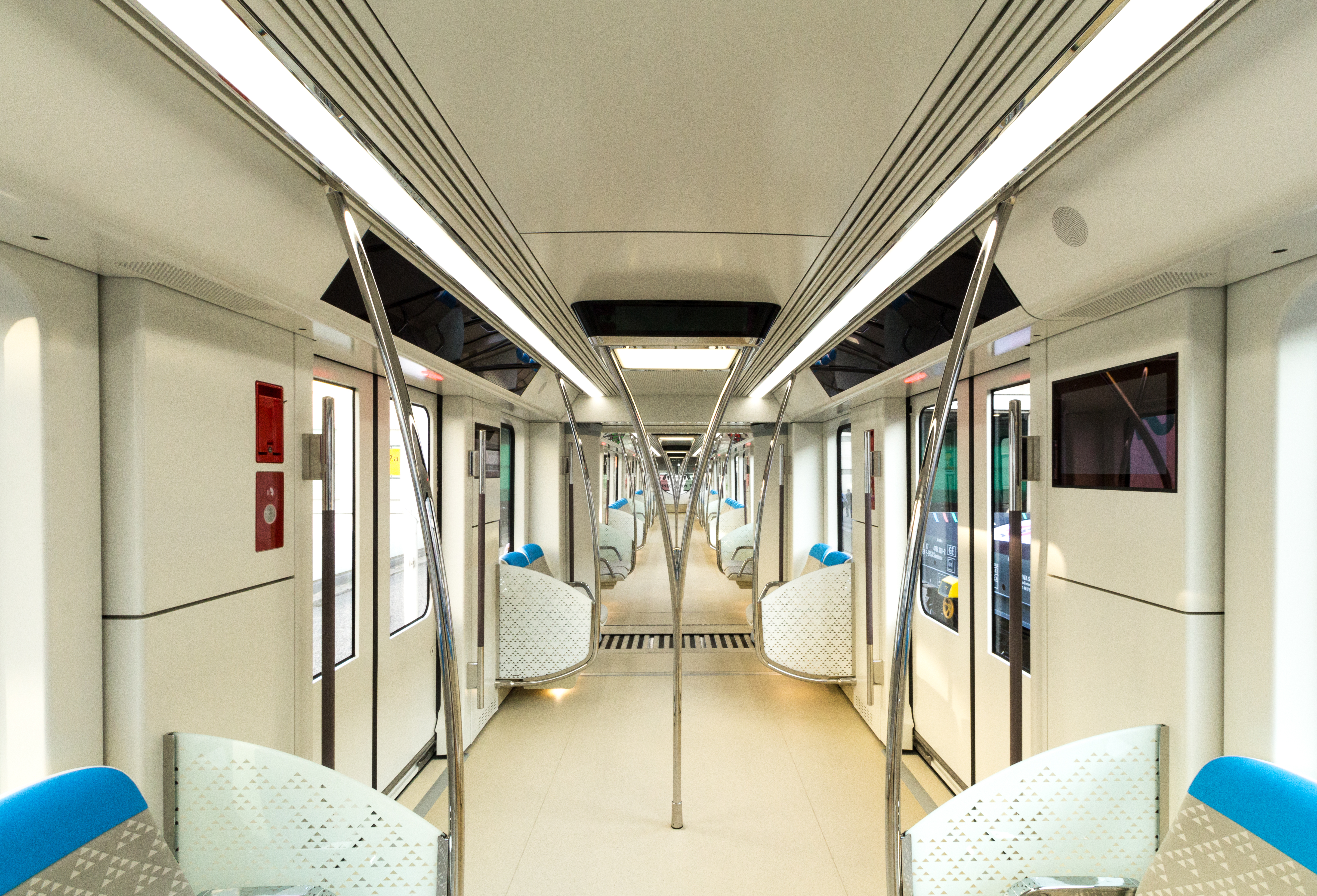
قطار الرياض من الداخل

المكونات الرئيسية لمشروع مترو الرياض الرياض في السعودية

قطار الرياض هو أحد أكبر مشاريع النقل العام في العالم وأحد أهم المبادرات التنموية التي أطلقتها المملكة العربية السعودية لتحقيق رؤية 2030. يُعد المشروع نقلة نوعية تهدف إلى تحسين جودة الحياة، تعزيز استدامة المدن، وتخفيف الازدحام المروري في العاصمة الرياض.
- أهداف المشروع:

- تخفيف الازدحام المروري: تقليل الاعتماد على السيارات الخاصة وتحسين انسيابية الطرق.
- الاستدامة البيئية: الحد من انبعاثات الكربون وتعزيز استخدام وسائل النقل الصديقة للبيئة.
- دعم الاقتصاد: خلق فرص عمل جديدة وتعزيز النشاط التجاري في المدينة.
- تحسين جودة الحياة: توفير وسيلة نقل مريحة، حديثة، وآمنة لسكان الرياض وزوارها.

- الميزات:

- ستة خطوط مترو تغطي أرجاء المدينة.
- محطات حديثة ومتكاملة الخدمات.

- الأثر البيئي: تقليل الانبعاثات الكربونية من خلال الاعتماد على وسائل نقل جماعي.

### مشروع بوابة الرياض
يُعتبر مشروع بوابة الرياض (Riyadh Gateway) أحد أبرز المشاريع العمرانية الضخمة التي أطلقتها المملكة العربية السعودية كجزء من رؤية 2030، والتي تهدف إلى تحويل العاصمة الرياض إلى مركز اقتصادي وثقافي عالمي. يقع المشروع في شمال الرياض، ويُعد بمثابة "بوابة" رمزية وواقعية للمدينة، حيث يجمع بين التطور الحضري والاستدامة والابتكار.
- الموقع: شمال الرياض.
- أهداف المشروع:

- تعزيز مكانة الرياض كمركز اقتصادي: من خلال توفير بيئة أعمال عالمية.
- تحسين جودة الحياة: عبر توفير مرافق سكنية وترفيهية متطورة.
- تعزيز الاستدامة: باستخدام تقنيات صديقة للبيئة في التصميم والبناء.
- جذب الاستثمارات: من خلال توفير بنية تحتية متطورة وفرص استثمارية واعدة.
- تعزيز الهوية الثقافية: عبر دمج العناصر التراثية مع التصاميم الحديثة.

- الميزات:

- ناطحات سحاب حديثة.
- مراكز تجارية وفندقية.
- مساحات خضراء ومرافق ترفيهية.

### مشروع مركز الملك عبدالله المالي

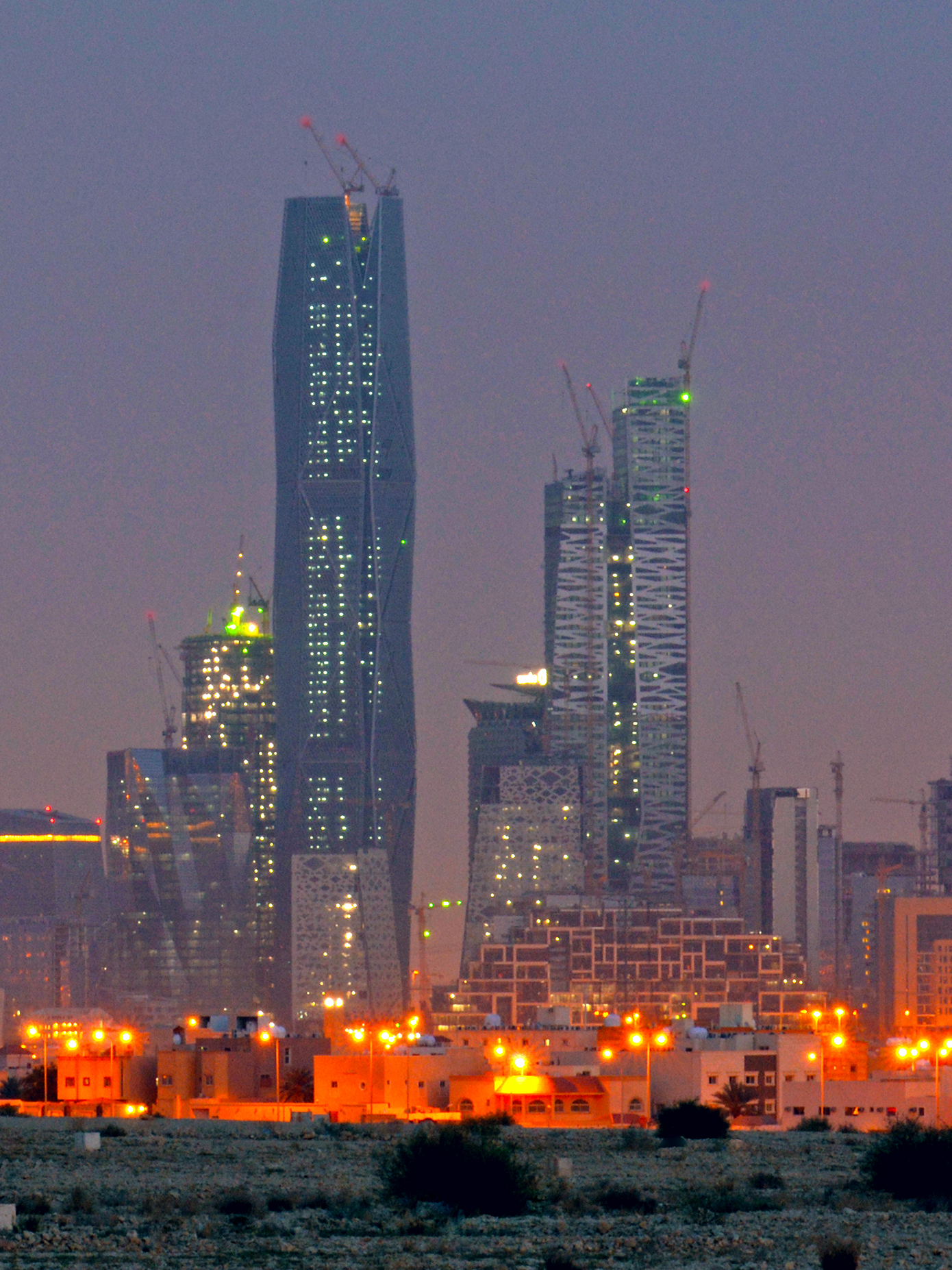
مركز الملك عبد الله المالي «كافد» (KAFD)

مشروع مركز الملك عبد الله المالي (KAFD) يُعتبر أحد أبرز المشاريع التطويرية في المملكة العربية السعودية، ويقع في شمال مدينة الرياض. تم تصميمه ليكون مركزًا ماليًا وتجاريًا عالميًا يواكب رؤية المملكة 2030 ويعزز مكانة الرياض كعاصمة مالية إقليمية وعالمية. إليك تفاصيل حول المشروع:
- أهداف المشروع:

- تعزيز مكانة المملكة كمركز مالي واقتصادي عالمي.
- جذب الشركات العالمية والمؤسسات المالية الكبرى إلى المنطقة.
- دعم نمو القطاعات غير النفطية بما يتماشى مع أهداف رؤية 2030.
- خلق بيئة حضرية متكاملة تجمع بين العمل، السكن، والترفيه.

- الميزات:

- مباني ذكية صديقة للبيئة.
- مراكز مؤتمرات وفعاليات.
- مناطق سكنية وتجارية.

### مشروع الرياض الخضراء
يُعتبر مشروع الرياض الخضراء أحد أبرز المشاريع الطموحة التي أطلقتها المملكة العربية السعودية كجزء من رؤية 2030، والتي تهدف إلى تحسين جودة الحياة في العاصمة الرياض وتعزيز الاستدامة البيئية. يهدف هذا المشروع إلى زيادة المساحات الخضراء في المدينة، مما يجعلها أكثر ملاءمة للعيش وأقل تلوثًا، مع تعزيز التنوع البيئي وتحسين المناخ الحضري.
- الهدف:

- زيادة المساحات الخضراء: زراعة ملايين الأشجار في جميع أنحاء المدينة.
- تحسين جودة الهواء: تقليل التلوث من خلال زيادة الغطاء النباتي.
- تعزيز الاستدامة: استخدام تقنيات ري متطورة لترشيد استهلاك المياه.
- تحسين جودة الحياة: توفير مساحات ترفيهية وبيئة صحية للسكان.
- مكافحة التصحر: المساهمة في الحد من ظاهرة التصحر في المنطقة.

- الميزات:

- زراعة ملايين الأشجار.
- إنشاء حدائق عامة ومسارات للمشي.
- تحسين جودة الهواء وتقليل التلوث.

### مشروع الرياض آرت

شعار الرياض آرت الرسمي

مشروع الرياض آرت هو أحد المشاريع الكبرى التي أطلقتها المملكة العربية السعودية ضمن مبادرات برنامج "الرياض الخضراء"، ويهدف إلى تحويل مدينة الرياض إلى "معرض فني مفتوح" يثري حياة سكانها وزوارها، ويعزز مكانتها كوجهة ثقافية عالمية. المشروع يُعد جزءًا من رؤية المملكة 2030 التي تسعى لتحقيق التنمية المستدامة وتعزيز جودة الحياة.
- أهداف المشروع:[10]

- تعزيز الهوية الثقافية: إبراز التراث الثقافي والفني للمملكة من خلال دمج الفن في الحياة اليومية.
- تحسين جودة الحياة: توفير بيئة حضرية ملهمة تشجع على الإبداع والتفاعل الاجتماعي.
- دعم الإبداع والفنانين: توفير منصة لعرض أعمال الفنانين المحليين والدوليين، مما يسهم في ازدهار المشهد الفني.
- تعزيز السياحة: جذب الزوار من جميع أنحاء العالم للاستمتاع بالمعالم الفنية المنتشرة في أنحاء المدينة.

- الميزات:

- متاحف ومعارض فنية.
- مسارح ومراكز إبداعية.
- فعاليات ثقافية دولية.

### مشروع نيوم

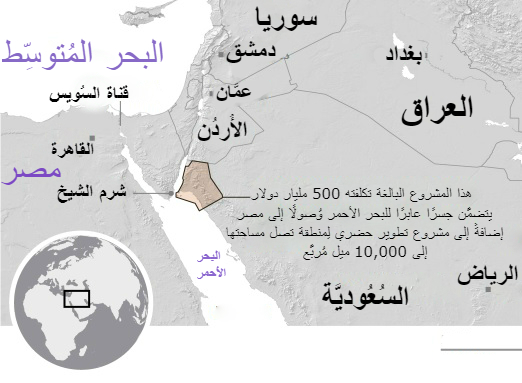
موقع مشروع نيوم في شمال غرب المملكة ويطل على خليج العقبة والبحر الأحمر

مشروع نيوم هو أحد أكبر المشاريع التطويرية في المملكة العربية السعودية، ويهدف إلى بناء مدينة ذكية ومبتكرة تكون نموذجًا للمستقبل في كافة المجالات مثل التكنولوجيا، البيئة، والاقتصاد. يقع المشروع في منطقة شمال غرب المملكة، على حدودها مع الأردن ومصر، ويغطي مساحة تزيد عن 10,000 كيلومتر مربع. يُعتبر نيوم حجر الزاوية في رؤية المملكة 2030 لتحويل الاقتصاد السعودي بعيدًا عن النفط نحو التنوع الاقتصادي المستدام. على الرغم من أن نيوم تقع في شمال غرب المملكة، إلا أنها تُعتبر جزءًا من الرؤية الشاملة التي تشمل الرياض.
- أهداف المشروع:

- التحول الاقتصادي: التنوع الاقتصادي بعيدا عن النفط من خلال استثمارات كبيرة في قطاعات مثل التكنولوجيا، الطاقة المتجددة، السياحة، والزراعة.
- الاستدامة البيئية: بناء مدينة لا تحتوي على انبعاثات كربونية، مع التركيز على استخدام الطاقة المتجددة والابتكار البيئي.
- الابتكار والتكنولوجيا: دمج أحدث التقنيات مثل الذكاء الاصطناعي، الروبوتات، والإنترنت من الأشياء لتحسين حياة السكان.
- تحقيق رؤية السعودية 2030: يساهم في خلق فرص اقتصادية جديدة، وتحقيق التنمية المستدامة في المملكة.

- الميزات: ستشمل نيوم مراكز بحثية ومناطق سكنية ووجهات سياحية فريدة.

## الأهداف الاستراتيجية للمشاريع
1. تعزيز جودة الحياة: من خلال توفير مرافق حديثة وخدمات متطورة.
2. تنويع الاقتصاد: عبر جذب الاستثمارات وتطوير قطاعات جديدة مثل السياحة والترفيه.
3. الاستدامة البيئية: من خلال مشاريع خضراء واعتماد تقنيات صديقة للبيئة.
4. تعزيز الهوية الثقافية: عبر دعم الفنون والتراث المحلي.
5. تحسين البنية التحتية: لتلبية احتياجات المدينة المتنامية.

## التحديات
تواجه مشاريع الرياض الكبرى عدة تحديات، منها:
1. التمويل: تتطلب هذه المشاريع استثمارات ضخمة.
2. التنفيذ: ضرورة الالتزام بجودة عالية ومواعيد تسليم دقيقة.
3. الاستدامة: ضمان أن تكون المشاريع صديقة للبيئة وقابلة للاستمرار على المدى الطويل.

## الرؤية المستقبلية
بحلول عام 2030، من المتوقع أن تصبح الرياض:
- واحدة من أكبر 10 مدن اقتصادية في العالم.
- مركزًا عالميًا للثقافة والترفيه.
- مدينة ذكية تعتمد على التقنيات الحديثة.
- وجهة سياحية رئيسية تجذب ملايين الزوار سنويًا.